# Patentee
Patentee era il nome di un tipo di locomotiva a vapore di rodiggio 1-1-1 progettata e costruita dalla Robert Stephenson and Company a partire dal 1833. 

## Storia
La prima locomotiva del tipo divenuto poi patentee fu progettata intorno al 1830 e costruita nel 1833 dalla fabbrica di Robert Stephenson allo scopo di ovviare ad alcune problematiche tecniche evidenziate dall'esercizio delle prime tipologie di locomotive sia nella marcia che nell'esercizio a causa della limitata capacità vaporiera. 
Uno tra i primi esemplari di "Patentee" fu la locomotiva Adler, la prima ad operare con successo in Germania. I suoi componenti erano stati costruiti dalla Robert Stephenson and Company nel dicembre 1835 ed assemblati in loco. Altri esemplari vennero esportati nei Paesi Bassi (tra cui la Arend acquisita nel 1839 dalla società "Hollandsche IJzeren Spoorweg-Maatschappij" per l'esercizio della ferrovia tra Amsterdam e Haarlem), in Russia e in Italia (tra queste le 22 locomotive LVCI). 
Del tipo Patentee fu la locomotiva Le Belge, costruita in Belgio nel 1835 da John Cockerill su licenza Stephenson.
Dal 1838 il tipo divenne lo standard per treni passeggeri della Robert Stephenson and Company.

## Caratteristiche principali
La Patentee era una evoluzione della locomotiva tipo Planet, il cui rodiggio era 1-1-0. Ne superava alcuni limiti tecnici costituiti dal rodiggio di questa che si rivelava instabile e rischioso in caso di svio o cedimento di un asse (spesso quello motore) e dalla limitata dimensione del forno e della caldaia. Il nuovo rodiggio, composto di un asse di guida, un asse motore senza flangia e un asse portante, permetteva una maggiore stabilità di marcia e un carro più lungo in grado di estendere in lunghezza il gruppo caldaia-forno.
Il nome Patentee (brevettata) è indicativa del fatto che il costruttore avesse coperto da brevetti l'architettura della macchina dopo che il precedente modello Planet era stato copiato da vari costruttori (anche negli Stati Uniti) senza che a Stephenson arrivasse alcun tipo di compenso.